# Australiens damlandslag i rugby union

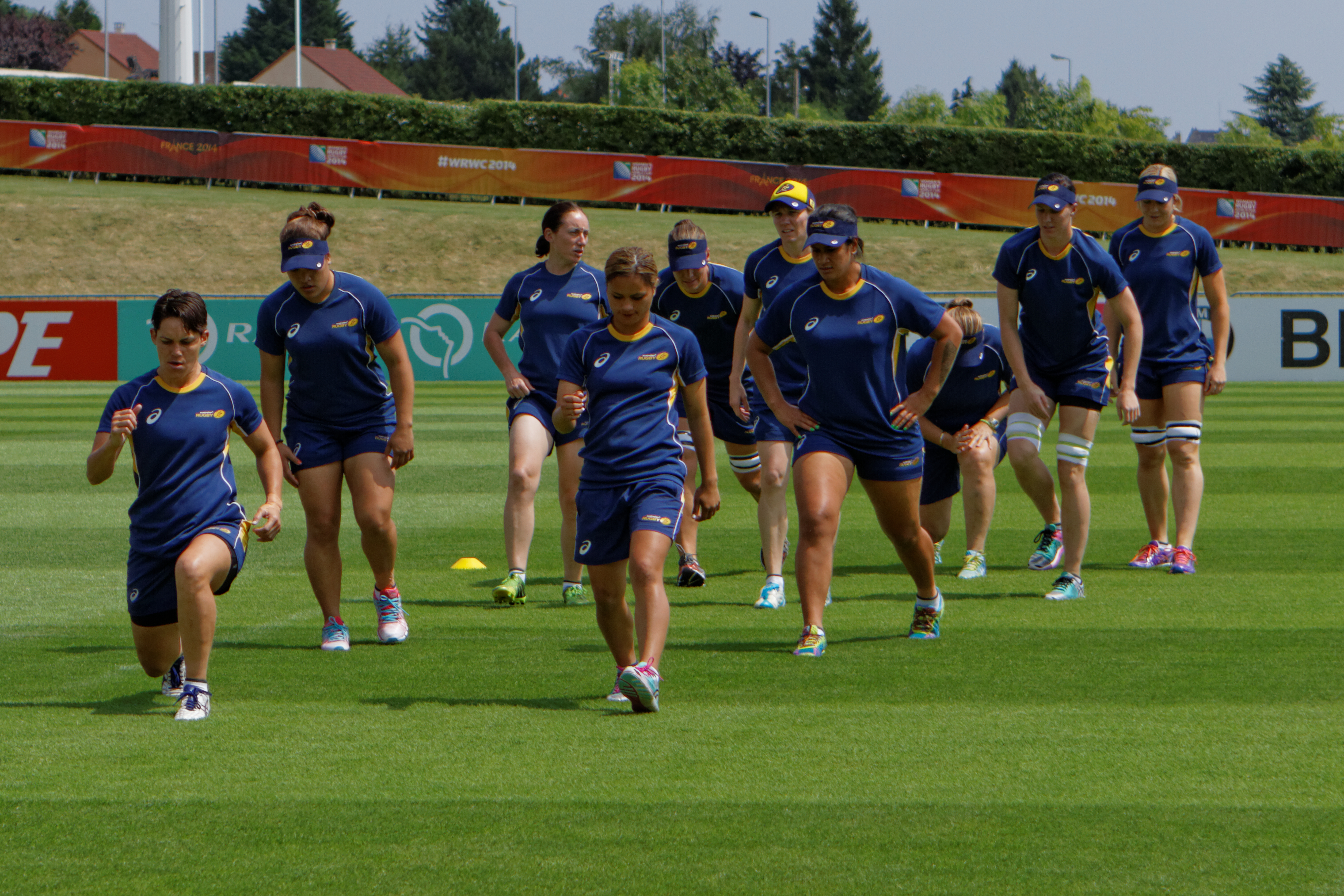
Australiens landslag vid VM 2014.

Australiens damlandslag i rugby union representerar Australien i rugby union på damsidan. Laget har varit med i sex världsmästerskap och har som bäst blivit bronsmedaljör, detta skedde vid världsmästerskapen 2010.